# Аргументы недели
Аргументы недели (укр. Аргументи тижня, колишня назва — «Аргументы и время» укр. Аргументи і час) — російська щотижнева соціально-аналітична газета. Також існує електронна версія газети — мережеве видання «Аргументы недели».
Газета заснована 2006 року, її тираж становить 570 000 примірників. Редакція знаходиться в Москві, а головним редактором є Андрій Угланов.

## Історія створення
Газету заснували колишні працівники тижневика «Аргументы и факты». В основу команди входять журналісти та менеджери, які тривалий час займали керівні посади в відомих російських медіахолдингах («АиФ», «Известия», «МК», «КП», «Труд»). Спочатку газета з'явилася під назвою «Аргументы и время», однак після того, як «Аргументы и факты» подали позов про подібність назви, її змінено на «Аргументы недели».

## Власник
Тижневик «Аргументы недели» випускає компанія SWR-Media (СВР-Медиа), яка, в свою чергу, належить до групи SWR (СВР-групп). За даними газети «Коммерсантъ», до групи SWR входять будівельна компанія, компанія з нерухомості, компанія з торгівлі нафтою та автосалон.

## Тематика газети
Тижневик «Аргументы недели» позиціонує себе як «газета для всієї сім'ї». Основні теми газети: політика, економіка, соціальні проблеми, культура та спорт, здоров'я, сад та город, шоу-бізнес.
Постійні рубрики: «Відкриття», «Форум», «Часи», «Народні гроші», «Головна тема», «Конфлікт», «Лабіринти історії», «Світ шпигунства», «Культура», «Спорт», «Здоров'я», «Своя земля», «Кажуть, що…».